# NGC 2974

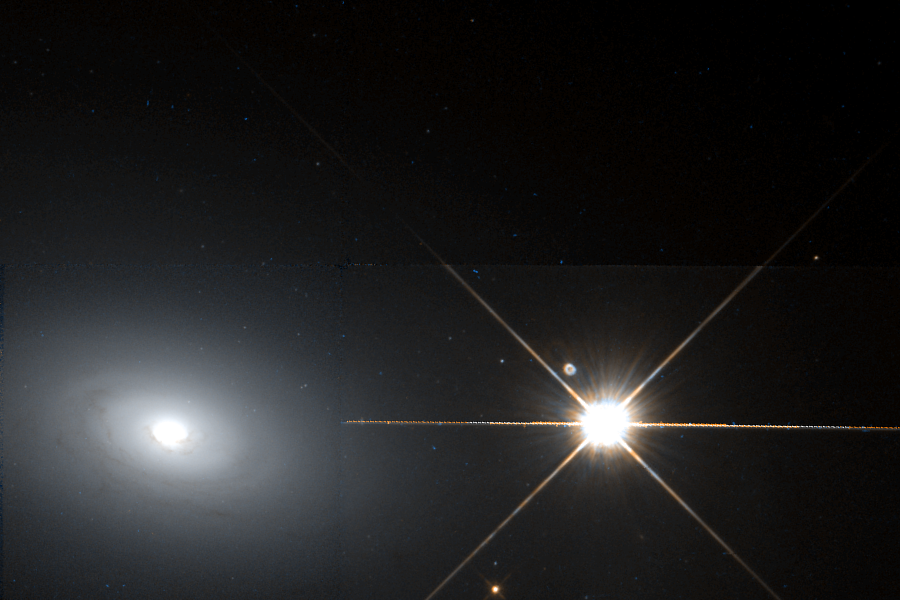
NGC 2974 par le télescope spatial Hubble.

NGC 2974 est une galaxie elliptique située dans la constellation du Sextant.

## Découverte et historique
NGC 2974 a été découverte par l'astronome germano-britannique William Herschel en 1785 et elle a été incluse au catalogue NGC sous la désignation NGC 2974. L'astronome américain Ormond Stone a observé cette galaxie en 1886 et elle a été incluse au catalogue NGC sous la désignation NGC 2652. L'ascension droite indiquée par Stone était à une heure à l'ouest de la position réelle de NGC 2974 et c'est ce qui a créé une double entrée dans le catalogue NGC. Habituellement, on désignerait cette galaxie par la plus petite entrée (2652), mais après l'avoir identifiée à NGC 2974 pendant plus de 120 ans, la plupart des références préfèrent ne pas changer sa désignation. Aussi, NGC 2652 est traité comme un doublon.

## Caractéristiques
NGC 2974 est une galaxie active de type Seyfert 2 et une galaxie LINER, c'est-à-dire une galaxie dont le noyau présente un spectre d'émission caractérisé par de larges raies d'atome faiblement ionisé.

### Distance
Sa vitesse par rapport au fond diffus cosmologique est de 2 230 ± 25 km/s, ce qui correspond à une distance de Hubble de 32,9 ± 2,3 Mpc (∼107 millions d'al).
À ce jour, 17 mesures non basées sur le décalage vers le rouge (redshift) donnent une distance de 26,971 ± 8,924 Mpc (∼88 millions d'al), ce qui est à l'intérieur des valeurs de la distance de Hubble. Notons cependant que c'est avec la valeur moyenne des mesures indépendantes, lorsqu'elles existent, que la base de données NASA/IPAC calcule le diamètre d'une galaxie et qu'en conséquence le diamètre de NGC 2974 pourrait être d'environ 33,2 kpc (∼108 000 al) si on utilisait la distance de Hubble pour le calculer. 

## Trou noir supermassif
Selon une étude réalisée auprès de 76 galaxies par Alister Graham en 2008, le bulbe central de NGC 2974 renferme un trou noir supermassif dont la masse est estimée à 1,7+0,3
−0,2 x 108 {\displaystyle M_{\odot }}.

## Groupe de NGC 2974
NGC 2974 est la plus grosse et la plus brillante galaxie d'un petit groupe de galaxies qui porte son nom. Le groupe de NGC 2974 comprend au moins quatre autres petites galaxies : MCG -1-25-24, MCG -1-25-31, MCG -1-25-33 et MCG -1-25-34.